# Le Vent sauvage
Le Vent sauvage est le treizième album de la série de bande dessinée Buddy Longway, paru en 1984.
Buddy rencontre un couple d'émigrants qui vient d'arriver dans l'ouest, ils ne connaissent pas les indiens et pensent rencontrer des pillards. C'est l'occasion pour Buddy de parler des indiens, de les présenter. En un long flashback, il revient sur l'enfance et la vie de Chinook avant leur rencontre.

## Personnages
- Buddy Longway : trappeur d'une quarantaine d'années.
- Chinook : sa femme, trente-cinq ans.
- Ours debout et Herbe Sauvage : les parents de Chinook.
- Daim rapide : frère de Chinook.
- Gregor et Mariska Komonczy : émigrants hongrois, ils se dirigent vers la Californie, mais sont allés trop au nord. Gregor joue du violon (du Liszt). Mariska est enceinte.
- Big Belly et Warner : ravisseurs de Chinook lorsqu'elle avait seize ans[1].
- Xavier Baron : ethnologue français, il étudie les peaux rouges.

## Synopsis
Dans une tempête, Buddy découvre un chariot accidenté et ses occupants : les Komonczy. Leurs chevaux ont été effrayés par une ombre géante. Buddy propose de les guider. Ils sont rejoints par une mule, seule, qui porte le nécessaire d'un prêtre. Leur progression est ensuite arrêtée par des indiens Crees qui veulent connaître la grande médecine qui leur a permis de traverser « la Forêt des Grands Hommes ». Buddy demande à Gregor de jouer au violon.
C'est la première rencontre des Komonczy avec des indiens. Le soir, Buddy raconte l'histoire de Chinook, sa famille, son éducation. Comment, à seize ans, elle n'hésite pas à sauter dans une rivière en crue pour sauver sa mère. Malheureusement, Herbe Sauvage mourra noyée. Chinook sera emmenée par le courant. Après plusieurs jours de marche, elle croisera la route de Big Belly et Warner qui en feront leur esclave. En tentant de s'évader, elle croisera la route de Buddy et restera avec lui. En racontant cette histoire, Buddy sent combien l'absence de Chinook lui pèse. Il a hâte de la revoir.
Ils croisent ensuite Xavier Baron, ethnologue, étonné de reconnaître la mule du père Morin, croisé quelque temps avant dans une tribu Black Feet. Les indiens leur ont parlé de la légende des Hommes Géants, de la forêt sacrée des Crees. Les jours de grand vent « le chinook », ils peuvent être dangereux. Seule la musique peut les calmer. Légende ou réalité ? Baron a aussi découvert des empreintes géantes.